# Політичний конфлікт
Політичний конфлікт — прояв і результат конкретної взаємодії двох або більше сторін (індивідів, їх груп, спільнот, держав), що оспорюють один у одного розподіл і утримання владних ресурсів, повноважень і благ.

Конфлікт як соціально-політичне явище властивий будь-якому суспільству.